# Cobhlaith Mhór Ní Chonchobhair
Cobhlaith Mhór inghean Chathail mhic Dhomhnaill Uí Chonchobhair († 1395 in Irland) war eine irische Adlige. Sie ist in den Annalen der vier Meister (M1395.10) und in den Annalen von Ulster (U1395.6) für das Jahr 1395 verzeichnet.

## Leben
Nach den Aufzeichnungen der Annalen war Cobhlaith Mhór ein Mitglied der Ó Conchubhair-Dynastie (O’Conor), deren Vorfahren aus der Linien der Síol Muireadaigh im County Roscommon seit dem 7. Jahrhundert Könige von Connacht gewesen waren. Ihr Vater, Cathal mac Domhnall Ó Conchobair, regierte 1318–1324 und war der erste Ó Conchobhair-Clanchef; sein Vorfahre, Tairrdelbach Ua Conchobair († 1156), war einer der letzten irischen Hochkönige von Irland.
Cobhlaith Mhór Ní Chonchobhair war eine wohlhabende irische Frau mit eigenem Vermögen. In der irischen Rechtspraxis war es nicht ungewöhnlich, dass die Mitgift in der Verfügung der Ehefrau blieb und sie dieses Vermögen auch in einer weiteren Ehe
behielt.  In der Zeit des Erlasses der Kilkenny-Statuten soll sie eine Bewahrerin gälischer Bräuche gewesen sein.
In ihrem Nachruf in den Annalen heißt es, dass sie mit den folgenden gälischen Königen verheiratet war:
1. Niall Ó Domhnaill, König von Tír Chonaill
2. Aodh Ó Ruairc, König von Brefni
3. Cathal mac Aedh Breifneach Ó Conchobair, Thronfolger und Bruder von Aedh mac Aedh Breifneach Ó Conchobair, König von Connacht im Jahr 1342.[6]

Cobhlaith Mhór Ní Chonchobhair wird als „Port na dTrí Namhat“ („Hafen der drei Feinde“) bezeichnet, weil ihre drei Ehemänner untereinander verfeindet waren.
Sie wurde in der Zisterzienserabtei Boyle, einem Kloster im County Roscommon unter dem Schutz der Mac Diarmada von Síol Muireadaigh, beigesetzt.

## Nachleben
Judy Chicago widmete ihr eine Inschrift auf den dreieckigen Bodenfliesen des Heritage Floor ihrer 1974 bis 1979 entstandenen Installation The Dinner Party. Die mit dem Namen Cobhlair Mor beschrifteten Porzellanfliesen sind dem Platz mit dem Gedeck für Christine de Pizan zugeordnet.